# Diskomo
Diskomo è un EP del gruppo musicale statunitense The Residents, pubblicato nel 1980 dalla Ralph Records in formato dodici pollici. Venne ristampato nel 2000 con tre tracce aggiunte e il titolo alternativo Diskomo 2000.
Il lato A contiene un remix "disco" realizzato associando spezzoni tratti dal precedente album Eskimo, mentre il Lato B, intitolato Goosebump, raccoglie quattro inquietanti adattamenti di filastrocche per bambini. L'EP venne arrangiato con strumenti giocattolo e vide la partecipazione del chitarrista Snakefinger.

## Tracce (EP originale)

### Lato A (Diskomo)
1. Diskomo – 8:00 (The Residents)

### Lato B (Goosebump)
Testi e musiche di The Residents e Snakefinger (eccetto dove indicato).
1. Disaster – 3:48
2. Plants – 3:14
3. Farmers – 5:27 (brano tradizionale)
4. Twinkle – 1:58

Durata totale: 14:27

## Tracce (Diskomo 2000)
Testi e musiche di The Residents.
1. Diskomo 2000 – 4:50
2. Diskomo – 7:54
3. Disaster – 3:52 (composta con Snakefinger)
4. Plants – 3:16 (composta con Snakefinger)
5. Farmers – 5:25 (brano tradizionale arrangiato con Snakefinger)
6. Twinkle – 1:58 (composta con Snakefinger)
7. Twinkle 2000 – 2:35
8. Diskomo 1992 – 3:03

Durata totale: 32:53